# Parque nacional natural Corales del Rosario y de San Bernardo
El Parque Nacional Natural Corales del Rosario y de San Bernardo se encuentra ubicado en la Región Caribe en Colombia. Su superficie hace parte del departamento de Bolívar, a unos 45 kilómetros al suroeste de la bahía de Cartagena e incluido dentro de la jurisdicción de la misma.
Por ser un parque mayoritariamente de área marina, pertenecen a él ecosistemas únicos tales como arrecife de coral, humedales, manglares, playa arenosa, litoral rocoso, fondo sedimentario, pradera de pastos marinos, formación xerofítica y formación subxerofitica.
El parque constituye un conjunto submarino de ecosistemas y comunidades habitado principalmente por corales que albergan cientos de animales microscópicos, peces de distintas formas y colores, crustáceos, moluscos, anémonas, erizos y estrellas de mar y una amplia gama de aves marinas entre ellas el pelicano, el ave lobo, entre otras.